# André Planckaert
Pour les articles homonymes, voir Planckaert.
André Planckaert, né le 25 septembre 1944 à Zwevegem, est un coureur cycliste belge, professionnel de 1966 à 1968.

## Biographie
En 1966, il se classe 6e de Porto-Lisbonne dans une course de 340 kilomètres.

## Palmarès
- 1963
  - 2e du Zesbergenprijs Harelbeke
- 1965
  - 3e de la Course des chats
- 1966
  - 3e étape du Tour du Nord
  - 2e de l'Omloop van de Westkust
  - 3e de Roubaix-Cassel-Roubaix
- 1967
  - 3e du Circuit des Ardennes flamandes – Ichtegem